# Shake the Cage Tour
Die Shake the Cage Tour war eine weltweite Konzerttournee der britisch-US-amerikanischen Rockband Fleetwood Mac. Sie bewarb ihr 1987 erschienenes Studioalbum Tango in the Night und beinhaltete die ersten Konzerte der Gruppe seit fünf Jahren.

## Hintergrund
Die Band begann ihre Shake the Cage Tour am 30. September 1987 in Kansas City und beendete sie am 28. Juni 1988 mit ihrem Abschlusskonzert in Manchester. Die Welttournee beinhaltete insgesamt 68 Auftritte, darunter die für die Gruppe ersten Auftritte in Europa seit 1980.
Obwohl Fleetwood Mac-Gitarrist und -Sänger Lindsey Buckingham am Album Tango in the Night noch maßgeblich beteiligt war, fand die dazugehörige Tournee ohne ihn statt. Buckingham kündigte seinen Ausstieg während eines Bandtreffens an, bei dem die Tournee zum Album besprochen und geplant wurde und gab als Begründung an, dass die Gruppe kaum noch arbeitsfähig gewesen sei, da Stevie Nicks, Mick Fleetwood und John McVie vom Alkohol, Tabletten und Kokain abhängig gewesen seien und er sich darum nicht in der Lage gesehen habe, nach dem Ende der chaotischen und spannungsreichen Studioaufnahmen mit ihnen auf Tournee zu gehen. Aufgrund der bereits gebuchten und fast ausverkauften Tournee musste die Band ihre Konzertverpflichtungen dennoch wahrnehmen. Stevie Nicks sagte später dazu: „Wir konnten [die Konzertveranstalter] nicht anrufen und sagen: ‚Oh, wir können die Tournee nicht machen.‘ Wir mussten es tun, sonst wäre Fleetwood Mac für immer verklagt worden.“
Buckingham wurde kurzerhand durch den Sänger und Gitarristen Billy Burnette und den Lead-Gitarristen und Session-Musiker Rick Vito ersetzt, die auf der Tournee noch als bezahlte Livemusiker spielten, hinterher jedoch zu offiziellen Bandmitgliedern erklärt wurden. Burnette wirkte bereits 1983 an Mick Fleetwoods Soloalbum I’m Not Me mit. Aufgrund der Abwesenheit Buckinghams wurden auf von ihm maßgeblich geprägte aktuelle Stücke des Albums wie Big Love oder Family Man verzichtet.
Die Tournee ein voller Erfolg beim Publikum. Allein zu ihrem Auftritt am 4. Juni 1988 auf dem Rock-am-Ring-Festival kamen ca. 80.000 Zuschauer.

## Liveaufnahmen
Die beiden Auftritte im Eishockeystadion Cow Palace in Daly City bei San Francisco am 12. und 13. Dezember 1987 wurden gefilmt und unter dem Titel Fleetwood Mac: Tango in the Night auf VHS veröffentlicht.

## Setlist

### Beispiel-Setlist
- Say You Love Me
- The Chain
- Dreams
- Isn’t It Midnight
- Everywhere
- Oh Well
- Seven Wonders
- Rattlesnake Shake
- Over My Head
- Gold Dust Woman
- Don’t Let Me Down Again
- Has Anyone Ever Written Anything for You?
- I Loved Another Woman
- Brown Eyes
- World Turning
- Little Lies
- Stand Back
- You Make Loving Fun
- Go Your Own Way
- Blue Letter
- Don’t Stop
- Songbird

## Tourdaten
| Nr.                 | Datum               | Stadt               | Land                | Veranstaltungsort                    | Anmerkungen         |
| Leg 1 – Nordamerika | Leg 1 – Nordamerika | Leg 1 – Nordamerika | Leg 1 – Nordamerika | Leg 1 – Nordamerika                  | Leg 1 – Nordamerika |
| ------------------- | ------------------- | ------------------- | ------------------- | ------------------------------------ | ------------------- |
| 1                   | 30. September 1987  | Kansas City         | Vereinigte Staaten  | Kemper Arena                         |                     |
| 2                   | 1. Oktober 1987     | Ames                | Vereinigte Staaten  | Hilton Coliseum                      |                     |
| 3                   | 3. Oktober 1987     | East Troy           | Vereinigte Staaten  | Alpine Valley Music Theatre          |                     |
| 4                   | 5. Oktober 1987     | Indianapolis        | Vereinigte Staaten  | Market Square Arena                  |                     |
| 5                   | 6. Oktober 1987     | Louisville          | Vereinigte Staaten  | Freedom Hall                         |                     |
| 6                   | 8. Oktober 1987     | Landover            | Vereinigte Staaten  | Tingley Coliseum                     |                     |
| 7                   | 9. Oktober 1987     | Chapel Hill         | Vereinigte Staaten  | Dean E. Smith Center                 |                     |
| 8                   | 10. Oktober 1987    | Clemson             | Vereinigte Staaten  | Littlejohn Coliseum                  |                     |
| 9                   | 13. Oktober 1987    | Richfield           | Vereinigte Staaten  | Coliseum                             |                     |
| 10                  | 14. Oktober 1987    | Pittsburgh          | Vereinigte Staaten  | Civic Arena                          |                     |
| 11                  | 16. Oktober 1987    | Cincinnati          | Vereinigte Staaten  | Riverfront Coliseum                  |                     |
| 12                  | 17. Oktober 1987    | Detroit             | Vereinigte Staaten  | Joe Louis Arena                      |                     |
| 13                  | 19. Oktober 1987    | Toronto             | Kanada              | Maple Leaf Gardens                   |                     |
| 14                  | 20. Oktober 1987    | Montréal            | Kanada              | Forum                                |                     |
| 15                  | 23. Oktober 1987    | Hartford            | Vereinigte Staaten  | Civic Center                         |                     |
| 16                  | 24. Oktober 1987    | East Rutherford     | Vereinigte Staaten  | Brendan Byrne Arena                  |                     |
| 17                  | 25. Oktober 1987    | Uniondale           | Vereinigte Staaten  | Nassau Veterans Memorial Coliseum    |                     |
| 18                  | 28. Oktober 1987    | Philadelphia        | Vereinigte Staaten  | Spectrum                             |                     |
| 19                  | 30. Oktober 1987    | Boston              | Vereinigte Staaten  | Boston Garden                        |                     |
| 20                  | 31. Oktober 1987    | Boston              | Vereinigte Staaten  | Boston Garden                        |                     |
| 21                  | 1. November 1987    | Providence          | Vereinigte Staaten  | Civic Center                         |                     |
| 22                  | 4. November 1987    | Tallahassee         | Vereinigte Staaten  | Tallahassee-Leon County Civic Center |                     |
| 23                  | 6. November 1987    | Hollywood           | Vereinigte Staaten  | Sportatorium                         |                     |
| 24                  | 7. November 1987    | Tampa               | Vereinigte Staaten  | USF Sun Dome                         |                     |
| 25                  | 10. November 1987   | New Orleans         | Vereinigte Staaten  | Lakefront Arena                      |                     |
| 26                  | 12. November 1987   | Houston             | Vereinigte Staaten  | The Summit                           |                     |
| 27                  | 13. November 1987   | Austin              | Vereinigte Staaten  | Frank Erwin Center                   |                     |
| 28                  | 15. November 1987   | Dallas              | Vereinigte Staaten  | Reunion Arena                        |                     |
| 29                  | 17. November 1987   | Murfreesboro        | Vereinigte Staaten  | Murphy Center                        |                     |
| 30                  | 19. November 1987   | Rosemont            | Vereinigte Staaten  | Rosemont Horizon                     |                     |
| 31                  | 20. November 1987   | St. Louis           | Vereinigte Staaten  | Arena                                |                     |
| 32                  | 27. November 1987   | Denver              | Vereinigte Staaten  | McNichols Sports Arena               |                     |
| 33                  | 28. November 1987   | Salt Lake City      | Vereinigte Staaten  | Salt Palace                          |                     |
| 34                  | 1. Dezember 1987    | Austin              | Vereinigte Staaten  | Frank Erwin Center                   |                     |
| 35                  | 3. Dezember 1987    | Chandler            | Vereinigte Staaten  | Compton Terrace                      |                     |
| 36                  | 4. Dezember 1987    | Paradise            | Vereinigte Staaten  | Thomas & Mack Center                 |                     |
| 37                  | 6. Dezember 1987    | Inglewood           | Vereinigte Staaten  | The Forum                            |                     |
| 38                  | 7. Dezember 1987    | Inglewood           | Vereinigte Staaten  | The Forum                            |                     |
| 39                  | 8. Dezember 1987    | San Diego           | Vereinigte Staaten  | Sports Arena                         |                     |
| 40                  | 10. Dezember 1987   | Fresno              | Vereinigte Staaten  | Selland Arena                        |                     |
| 41                  | 12. Dezember 1987   | Daly City           | Vereinigte Staaten  | Cow Palace                           |                     |
| 42                  | 13. Dezember 1987   | Daly City           | Vereinigte Staaten  | Cow Palace                           |                     |
| 43                  | 17. Dezember 1987   | Portland            | Vereinigte Staaten  | Memorial Coliseum                    |                     |
| 44                  | 18. Dezember 1987   | Seattle             | Vereinigte Staaten  | Center Coliseum                      |                     |
| Leg 2 – Europa      |                     |                     |                     |                                      |                     |
| 45                  | 14. Mai 1988        | Birmingham          | England             | National Exhibition Centre           |                     |
| 46                  | 15. Mai 1988        | Birmingham          | England             | National Exhibition Centre           |                     |
| 47                  | 18. Mai 1988        | London              | England             | Wembley Arena                        |                     |
| 48                  | 19. Mai 1988        | London              | England             | Wembley Arena                        |                     |
| 49                  | 21. Mai 1988        | London              | England             | Wembley Arena                        |                     |
| 50                  | 22. Mai 1988        | London              | England             | Wembley Arena                        |                     |
| 51                  | 24. Mai 1988        | London              | England             | Wembley Arena                        |                     |
| 52                  | 25. Mai 1988        | London              | England             | Wembley Arena                        |                     |
| 53                  | 28. Mai 1988        | Göteborg            | Schweden            | Scandinavium                         |                     |
| 54                  | 29. Mai 1988        | Stockholm           | Schweden            | Johanneshovs Isstadion               |                     |
| 55                  | 31. Mai 1988        | Bad Segeberg        | Deutschland         | Kalkbergstadion                      |                     |
| 56                  | 3. Juni 1988        | Nürnberg            | Deutschland         | Frankenhalle                         |                     |
| 57                  | 4. Juni 1988        | Nürburg             | Deutschland         | Nürburgring                          | Rock am Ring        |
| 58                  | 6. Juni 1988        | München             | Deutschland         | Olympiastadion                       |                     |
| 59                  | 9. Juni 1988        | Berlin              | Deutschland         | Waldbühne                            |                     |
| 60                  | 11. Juni 1988       | Dortmund            | Deutschland         | Westfalenhalle                       |                     |
| 61                  | 12. Juni 1988       | Offenburg           | Deutschland         | Ortenauhalle                         |                     |
| 62                  | 14. Juni 1988       | Rotterdam           | Niederlande         | Sportpaleis Ahoy’                    |                     |
| 63                  | 15. Juni 1988       | Rotterdam           | Niederlande         | Sportpaleis Ahoy’                    |                     |
| 64                  | 18. Juni 1988       | London              | England             | Wembley Arena                        |                     |
| 65                  | 19. Juni 1988       | London              | England             | Wembley Arena                        |                     |
| 66                  | 21. Juni 1988       | London              | England             | Wembley Arena                        |                     |
| 67                  | 25. Juni 1988       | Dublin              | Irland              | RDS Arena                            |                     |
| 68                  | 28. Juni 1988       | Manchester          | England             | Maine Road                           |                     |

## Band
- Mick Fleetwood: Schlagzeug, Percussion
- John McVie: Bass
- Christine McVie: Gesang, Hammondorgel, Keyboards, Klavier, Maracas
- Stevie Nicks: Gesang, Tamburin
- Rick Vito: Gitarre, Gesang
- Billy Burnette: Gitarre, Gesang
- Dan Garfield: Keyboards
- Isaac Asanté: Percussion
- Lori Perry-Nicks: Hintergrundgesang
- Elisecia Wright: Hintergrundgesang
- Sharon Celani: Hintergrundgesang